# ミニオンズ フィーバー
『ミニオンズ フィーバー』（Minions: The Rise of Gru）は、2022年のアメリカ合衆国の3Dコンピュータアニメーション・コメディ映画。
イルミネーション製作。2015年に公開された『ミニオンズ』 の続編であり、『怪盗グルーシリーズ』の5作目にあたる。監督はカイル・バルダ、共同監督はブラッド・アブルソンとジョナサン・デル・ヴァルが務め、グルー役のスティーヴ・カレル、ミニオン役のピエール・コフィンが続投する。
2022年6月13日にアヌシー国際アニメーション映画祭でプレミア上映され、7月1日にユニバーサル・ピクチャーズより全米で劇場公開。
なお、ワイルド・ナックルズの声を担当したアラン・アーキンは本作が遺作となった。

## ストーリー
舞台は1970年代。12歳の少年グルーが、ケビン、スチュアート、ボブ、オットーらミニオンズと出会った頃。ヴィシャス・シックスと呼ばれる超極悪組織が、伝説の悪党であるワイルド・ナックルズをボスから追放した。グルーは新メンバーになるために新メンバーオーディションへとやってきたが、悪党気質のグルーはヴィシャス・シックスを出し抜き、彼らの宿敵となってしまう。グルーからボスの素質を感じ取ったミニオンたちは、ワイルド・ナックルズに誘拐されたグルーを救出するため、鍼灸師でカンフーの達人であるマスター・チャウの教えのもと、カンフーをマスターすることになる。。

## キャスト
※括弧内は日本語吹替版の声優。
- グルー: スティーヴ・カレル[12]（笑福亭鶴瓶[13]） - 『怪盗グルーシリーズ』の主人公で、後のミニオンズのボス。
- ケビン、スチュアート、ボブ、オットー、ミニオンズ: ピエール・コフィン[12]
- ワイルド・ナックルズ: アラン・アーキン[14]（市村正親[15]） - ヴィシャス・シックスの元ボス。グルーが敬愛する年老いた皮肉屋の悪党。
- ベル・ボトム: タラジ・P・ヘンソン[14]（尾野真千子[15]） - ワイルド・ナックルズからボスの座を奪い、ヴィシャス・シックスの新ボスとなった女性。
- マスター・チャウ: ミシェル・ヨー[16]（渡辺直美[15]） - 普段はひっそりと鍼灸院を営み、後にミニオンたちの師匠となるカンフーの達人。
- ストロング・ホールド: ダニー・トレホ[14]（立木文彦[17]） - ヴィシャス・シックスのメンバーで、巨大な鉄のこぶしを持つ。
- ヌン・チャック: ルーシー・ローレス[14]（田中真弓[17]） - ヴィシャス・シックスのメンバーで、ヌンチャクを用いて戦う修道女。
- スベンジャンス: ドルフ・ラングレン[14]（速水奨[17]） - ヴィシャス・シックスのメンバーで、スパイクの付いたスケート靴でスピンキックを繰り広げるスウェーデン人のローラースケートチャンピオン。
- ジャン・クロード: ジャン＝クロード・ヴァン・ダム[14]（大塚明夫[18]） - ヴィシャス・シックスのメンバーで、大きな機械式のロブスターの爪を装着しているフランス人。
- ネファリオ博士: ラッセル・ブランド[16]（土田大） - 後にグルーの助手となる科学者。
- マレーナ: ジュリー・アンドリュース[16]（京田尚子） - グルーの母親。
- サイラス・ライズボトム: スティーヴ・クーガン（堀内賢雄）
- バイカー: RZA（宮野真守[19]） - ツーリングの途中でオットーを助ける男性。
- ワイルド・ナックルズの子分: ジミー・O・ヤン、ケビン・マイケル・リチャードソン、ジョン・ディマジオ（鈴木拡樹[20]）
- 空港のグランドスタッフ: （LiSA）
- パーキンス氏: ウィル・アーネット（間宮康弘）

その他声の出演：永島優美、大塚芳忠、天田益男、吉田ウーロン太、雨蘭咲木子、藤原夏海、佐藤せつじ、青山穣、多田野曜平、川井田夏海、陶山恵実里、廣田悠美、辻本耕志、櫻庭有紗、竹森千人、木村香央里、藤田奈央

## 製作

### 企画
2017年1月、ユニバーサル・ピクチャーズとイルミネーションは、2015年に公開された『ミニオンズ』の続編を発表した。同年7月19日に製作が開始され、ブラッド・アブルソンが共同監督として加わったことを本人がTwitterで公表した。2019年5月21日、本作のタイトルが『Minions: The Rise of Gru』であることが明らかになった。同年12月、ピエール・コフィンとスティーヴ・カレルがミニオンズとグルーの声優をそれぞれ続投することを発表した。

### サウンドトラック
『ミニオンズ フィーバー（オリジナル・サウンドトラック）』は、2022年7月1日にユニバーサルミュージックから発売されたサウンドトラック・アルバムである。ジャック・アントノフがプロデュースしており、1970年代のファンク、ポップ、ソウルの有名なヒット曲を、現代の様々なアーティストがカバーしている。ダイアナ・ロスとテーム・インパラの「ターン・アップ・ザ・サンシャイン」は、2022年5月20日にアルバムのリードシングルとして発売された。
| #         | タイトル | 作詞・作曲 | アーティスト                     |      |
| --------- | --- | --- | -------------------------------- | ---- |
| 1.        | 「ターン・アップ・ザ・サンシャイン（feat. テーム・インパラ）」(Turn Up the Sunshine (featuring Tame Impala)) | | ダイアナ・ロス                   |      |
| 2.        | 「シャイニング・スター（feat. ヴァーダイン・ホワイト）」(Shining Star (featuring Verdine White))             | モーリス・ホワイト、ラリー・ダン、フィリップ・ベイリー | ブリタニー・ハワード             |      |
| 3.        | 「ファンキータウン」(Funkytown)                                                                              | スティーブン・グリーンバーグ | セイント・ヴィンセント           |      |
| 4.        | 「ハリウッド・スウィンギング」(Hollywood Swinging)                                                           | ロバート・"クール"・ベル、ロナルド・ベル、クール&ザ・ギャング、ロバート・"スパイク"・ミケンズ、クレイズ・チャールズ・スミス、デニス・R・トーマス、リック・A・ウェストフィールド | ブロックハンプトン               |      |
| 5.        | 「デサフィナード」(Desafinado)                                                                               | アントニオ・カルロス・ジョビン、ニュウトン・メンドンサ | カリ・ウチス                     |      |
| 6.        | 「バン・バン」(Bang Bang)                                                                                    | ソニー・ボノ | キャロライン・ポラチェク         |      |
| 7.        | 「フライ・ライク・アン・イーグル」(Fly Like an Eagle)                                                        | スティーブ・ミラー | サンダーキャット                 |      |
| 8.        | 「愛にさよならを」(Goodbye to Love)                                                                          | リチャード・カーペンター、ジョン・ベティス | フィービー・ブリジャーズ         |      |
| 9.        | 「インスタント・カーマ」(Instant Karma!)                                                                     | ジョン・レノン | ブリーチャーズ                   |      |
| 10.       | 「悪いあなた」(You're No Good)                                                                               | クリント・バラード・ジュニア | ワイズ・ブラッド                 |      |
| 11.       | 「ビークル」(Vehicle)                                                                                        | ジム・ペテリック | ゲイリー・クラーク・ジュニア     |      |
| 12.       | 「ダンス・トゥ・ザ・ミュージック」(Dance to the Music)                                                       | スライ・ストーン | H.E.R.                           |      |
| 13.       | 「ブラック・マジック・ウーマン」(Black Magic Woman)                                                          | ピーター・グリーン | ティエラ・ワック                 |      |
| 14.       | 「クール」(Cool)                                                                                             | | ヴェルディーン・ホワイト         |      |
| 15.       | 「ボーン・トゥ・ビー・アライヴ」(Born to Be Alive)                                                           | ブルーノ・マーズ | ジャクソン                       |      |
| 16.       | 「いとしのセシリア」(Cecilia)                                                                                | ポール・サイモン | ピエール・コフィン（ミニオンズ） |      |
| 17.       | 「バン・バン」(Bang Bang)                                                                                    | ボノ | G.E.M.                           |      |
| 18.       | 「カン・フー・スイート」(Kung Fu Suite)                                                                      | | RZA                              |      |
| 19.       | 「ミニオンズ：ザ・ライズ・オブ・グルー・スコア・スイート」(Minions: Rise of Gru Score Suite)                 | ヘイター・ペレイラ | ペレイラ                         |      |
| 合計時間: | 合計時間: | 合計時間: | 合計時間:                        | 0:00 |

### 製作
本作は、後述にある通り新型コロナウイルス感染症の世界的流行の影響でイルミネーション・マック・ガフの一時的な閉鎖に伴い、リモート作業に移行した。

### 公開の延期
2020年3月23日、新型コロナウイルスの影響を受け、全世界を対象とした公開の延期を発表。製作会社「イルミネーション」の創業者でありCEOのクリス・メレダンドリは、現状を説明し、声明を発表した。
| 「                    | フランスにおける状況が重大化している事を受け、我々はパリのイルミネーション・マック・ガフ・スタジオを一時的に閉鎖しております。この決断により我々はフランス政府のガイドラインを遵守し、ウイルスの感染拡大を遅らせるための可能な限りのことを行い、我々の製作スタッフとその家族を守ります。これは6月下旬から7月上旬の全世界での公開に間に合うように、『ミニオンズ フィーバー』を完成させることができなくなることを意味します。 私たちは皆、この重大な局面に取り組んでいますが、何よりも従業員の安全と保護を重視しなければなりません。グルーとミニオンたちの帰還に相応しい新たな公開日をお伝え出来るのを楽しみにしています。 | 」 |
| —クリス・メレダンドリ | |    |

同年4月2日、アメリカでの公開日を2021年7月2日に再決定したことを発表した。もともとその日は『SING/シング: ネクストステージ』を公開予定だった。しかし本作がずれ込んだことにより、『SING/シング2』は2021年12月22日に延期となった。2021年3月5日、『ワイルド・スピード/ジェットブレイク』との競合を避けるため、公開日を2021年7月2日から2022年7月1日へと再び1年延期することを発表した。これで都合2年の延期となった。

## 封切り
本作は、2022年6月13日、アヌシー国際アニメーション映画祭で初公開される予定である。当初は2020年7月3日の一般公開を予定していたが、新型コロナウイルス感染症の世界的流行の影響と、それを受けてイルミネーション・マック・ガフが一時閉鎖したことによる不完全な状態から、2021年7月2日に延期され、その後2022年7月1日に公開されることになった。
本作は、18ヶ月の契約により、劇場公開後4ヶ月以内にNBCユニバーサルのストリーミングサービス「Peacock」で配信される予定である。その後、Netflixに10ヶ月間移籍し、最後の4ヶ月間はPeacockに戻ることになる。

### マーケティング
マテルは、映画に基づいて商品を作成するために3年間の契約を締結したと発表した。レゴは2020年に映画の為にセットを発売した。

## 作品の評価

### 受賞歴
| 賞                       | 受賞日        | カテゴリー                         | 受賞者               | 結果       | 脚注   |
| ------------------------ | ------------- | ---------------------------------- | -------------------- | ---------- | ------ |
| ゴールデン・トレーラー賞 | 2021年7月22日 | アニメ映画／ファミリーTVスポット賞 | 「ゲット・レディ」   | ノミネート | [ 46 ] |
| ゴールデン・トレーラー賞 | 2021年7月22日 | 長編アニメ予告編賞                 | 「シェード・ダンス」 | ノミネート | [ 46 ] |

## 備考

### 鑑賞者による迷惑行為
イギリスでは本作品に因んだ「＃gentleminions」というハッシュタグがTikTok上で流行し、スーツ姿の若者が本作品を上映している映画館に大勢で来館した上で本作品の主人公であるグルーの物真似をしたり、「5年もの待ち時間は終わった」などと騒いでいる動画が広く拡散。視聴回数が数百万回に上る動画も発生した。本作品の制作会社であるユニバーサル・ピクチャーズも「スーツ姿でミニオンズを観に来ている人たちへ、皆さんを見ているし、大好きです」とツイートしている。
一方で、一部の鑑賞者が上映中に大声をあげたり、器物破損や映画館従業員に対して危害を加える行為も起きており、「映画の鑑賞を妨害された」として、一部の顧客が上映前に帰ってしまったり、鑑賞料金の払い戻しを要求したため、損害が生じた映画館もある。そのため、一部の映画館では保護者が同伴していないスーツ姿での子供の来館を禁止したり、本作品の上映自体を取り止める措置を執った所もある。